# Roger Gibbon
Roger Patrick Gibbon (ur. 9 marca 1939 w Arouca) – trynidadzko-tobagijski kolarz torowy, brązowy medalista mistrzostw świata.

## Kariera
Pierwszy sukces w karierze Roger Gibbon osiągnął w 1963 roku, kiedy zwyciężył w sprincie indywidualnym podczas igrzysk panamerykańskich w São Paulo, a w wyścigu na 1 km zajął drugie miejsce. Rok później wystartował na igrzyskach olimpijskich w Tokio, gdzie nie ukończył rywalizacji w sprincie, a w wyścigu na 1 km był ósmy. Na igrzyskach Imperium Brytyjskiego i Wspólnoty Brytyjskiej w Kingston w 1966 roku Gibbon w obu tych konkurencjach okazał się najlepszy, podobnie jak na rozgrywanych rok później igrzyskach panamerykańskich w Winnipeg. W 1967 roku wywalczył również brązowy medal w wyścigu na 1 km na mistrzostwach świata w Amsterdamie – wyprzedzili go jedynie Duńczyk Niels Fredborg oraz Polak Wacław Latocha. W 1968 roku brał udział w igrzyskach olimpijskich w Meksyku, gdzie odpadł w eliminacjach sprintu, a w wyścigu na 1 km zajął piąte miejsce.